# Lew Jakowlewitsch Abramow
Lew Jakowlewitsch Abramow (russisch Лев Яковлевич Абра́мов; * 14. Juni 1911 in Warschau; † 29. Februar 2004 in Moskau) war ein sowjetischer bzw. russischer Schachspieler, -schiedsrichter und -funktionär.

## Leben

### Beruf und Privatleben
Kurz nach seiner Geburt zogen seine Eltern mit ihm nach Sankt Petersburg. Er graduierte am Leningrader Institut für Ingenieure öffentlicher Bauarbeiten (rus.: Ленинградский институт инженеров коммунального строительства / die heutige Staatliche Universität für Architektur und Baukunst Sankt Petersburg) und arbeitete während des Zweiten Weltkrieges als Bautechniker für das Staatliche Verteidigungskomitee der Sowjetunion. Er wurde mit dem Ehrenzeichen der Sowjetunion sowie dem Orden des Roten Banners der Arbeit ausgezeichnet. Nach dem Zweiten Weltkrieg verlegte er seinen Wohnsitz nach Moskau.
Abramow war verheiratet und hatte einen Sohn, Alexander.

### Schachliche Laufbahn
In Turnieren konnte Abramow – der für Spartak Moskau antrat – kaum nennenswerte Erfolge erzielen, obwohl er an zahlreichen teilnahm. 1939 erreichte er in Leningrad einen geteilten dritten bis sechsten Platz, 1948 teilte er sich mit Juri Awerbach den Sieg bei den Meisterschaften der freiwilligen Sportgesellschaft Zenit und 1958 kam er in Moskau auf einen geteilten fünften bis sechsten Rang. Darüber hinaus erreichte er einmal das Halbfinale der UdSSR-Meisterschaft. Während des Kurzbesuches des 15-jährigen Wunderkindes Bobby Fischer und dessen Schwester Joan in Moskau 1958 wurde Abramow als deren Begleiter ausgewählt. Im Rahmen des im luxemburgischen Differdingen stattfindenden FIDE-Kongresses spielte Abramow dort am 22. September 1959 gemeinsam mit der damals amtierenden Frauen-Weltmeisterin Jelisaweta Bykowa mehrere Simultan-Partien. Seine höchste historische Elo-Zahl lag bei 2520. Zwischen 1956 und 1959 amtierte Abramow als Leiter der Schach-Abteilung des Staatlichen Komitees für physische Kultur und Sport der Sowjetunion; anschließend war er bis 1961 verantwortlicher Sekretär und von 1961 bis 1966 stellvertretender Vorsitzender der sowjetischen Schachföderation. 1970 fungierte er als Teamchef der siegreichen sowjetischen Auswahl beim Mannschaftswettkampf UdSSR gegen den Rest der Welt in Belgrad. Im Jahr 1940 war Abramow als Meister des Sports der UdSSR geehrt worden – dieser Titel wurde jedoch inflationär häufig vergeben und ist daher nicht mit großem Renommee verknüpft.
Lew Abramow galt auch als ein sehr versierter Fernschachspieler. Zwischen 1957 und 1969 war er stellvertretender Präsident der International Correspondence Chess Federation (ICCF) und in der Abschlusswertung der Europäischen Meisterschaften 1969–1972 belegte er den geteilten zweiten bis dritten Platz. 1979 schließlich wurde er Internationaler Meister im Fernschach. Zwischen 2006 und 2008 trug die ICCF das Lev Abramov Memorial aus, das der Grieche Jannis Serafim gewann.
Bereits 1957 hatte Abramow die Zulassung als internationaler Schachschiedsrichter erhalten. Er beaufsichtigte beispielsweise eine Partie zwischen Bobby Fischer und Michail Botwinnik während der Schacholympiade 1962 in Warna, war stellvertretender Schiedsrichter bei den sowjetischen Mannschaftsmeisterschaften 1972 und leitete eine Partie zwischen Michail Tal und Jewgeni Sweschnikow während der UdSSR-Meisterschaft 1973.
Nachhaltige Bekanntheit erlangte er durch sein 1971 zusammen mit Bernard Cafferty veröffentlichtes Lehrbuch Move by move, das bis heute zu den besten Publikationen seiner Art zählt.